# 白肋蜑螺
白肋蜑螺（学名：Nerita plicata）是原始腹足目蜑螺科蜑螺属的一种。主要分布于印度尼西亚、中国大陆、台湾，常栖息在岩礁、潮上带。
种名 plicata 意为“有褶皱的”。